# Hermann Heußner
Hermann Heußner (* 2. März 1926 in Gießen; † 18. Juni 1996) war ein deutscher Jurist, Richter am Bundessozialgericht und Richter des Bundesverfassungsgerichts.

## Leben
Heußner kam 1926 als Sohn des Rechtsanwalts und Justizrats Dr. iur. Hermann Heußner und dessen Frau Elisabeth, geb. Schäfer, in Gießen zur Welt. Er besuchte die Grund- und die Oberschule in Kassel und verließ letztere im Sommer 1944 vorzeitig mit dem Reifevermerk, da er zum Militärdienst eingezogen wurde. Er geriet in amerikanische Kriegsgefangenschaft, aus der er im Sommer 1946 entlassen wurde. Sein Vater war bereits 1945 verstorben. Nach der Teilnahme an einem Schulergänzungslehrgang machte er 1947 sein Abitur und arbeitete danach vier Monate lang als Angestellter im Justizverwaltungsdienst. Von 1947 bis 1950 studierte er Rechtswissenschaft an der Philipps-Universität Marburg und legte 1951 sein erstes Examen ab. Im Jahre 1953 wurde er mit der Dissertation Der Schutz des Außenseiters vor Koalitionszwang: Ein Beitrag zur Lehre von der sogenannten negativen Koalitionsfreiheit zum Doktor der Rechte promoviert. 
1955 ehelichte Herrmann Heußner Gertraud Rübsam. Das Paar hatte später zwei Töchter und einen Sohn. 
Heußners Sohn Prof. Dr. Herrmann Heußner (jun.) studierte als Stipendiat des Cusanuswerk Volkswirtschaftlehre und Rechtswissenschaft in Göttingen, wurde später ebenfalls Richter und ist seit 2006 Professor für Öffentliches Recht und Recht der Sozialen Arbeit an der Hochschule Osnabrück.  
Nach bestandenem zweiten Examen wurde Herrmann Heußner (sen.) zunächst in den hessischen Justizdienst aufgenommen. Zwischen 1955 und 1960 war er Richter am Amts- und am Landgericht, danach bis 1964 wissenschaftlicher Mitarbeiter am Bundessozialgericht. Von 1964 bis 1969 wirkte er als Richter am Landessozialgericht Nordrhein-Westfalen. Im Jahre 1969 wurde er zum Richter am Bundessozialgericht ernannt, wo er anfangs dem 7. Senat angehörte, der sich mit Fragen des Arbeitsförderungsrechts befasste. Nach fünf Jahren wurde ihm der Vorsitz des 12. Senats übertragen, in dessen Zuständigkeit Rechtsmaterien wie das Konkursausfallgeld und die Versicherungs- und Beitragspflicht fielen.

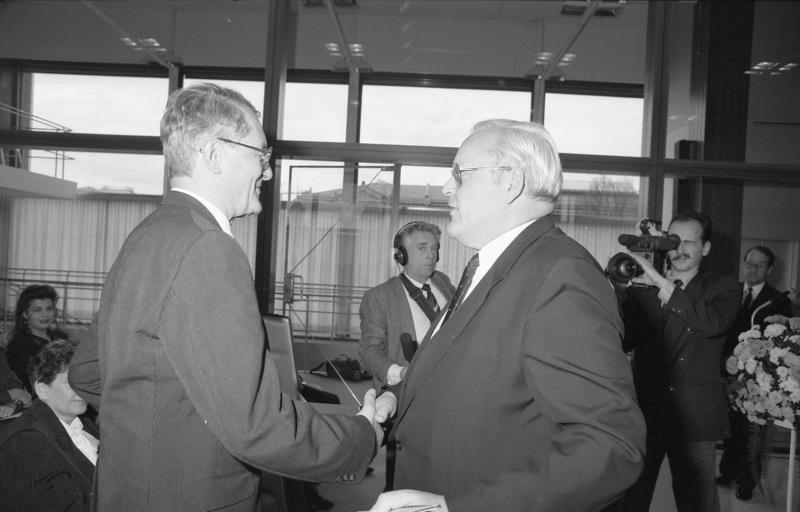
Heußner (l.) wird von Roman Herzog das Bundesverdienstkreuz verliehen.

Von 1979 bis 1989 gehörte er dem ersten Senat des Bundesverfassungsgerichts an, in den er auf Vorschlag der SPD gewählt worden war. Dort war er u. a. als Berichterstatter für das Arbeitsrecht, in den ersten fünf Jahren für das Einkommensteuerrecht und ab 1982 für das Datenschutzrecht zuständig. In dieser Funktion bereitete er u. a. das Volkszählungsurteil sowie die Entscheidungen zu den Bildungsurlaubsgesetzen in Hessen und Nordrhein-Westfalen, zur Arbeitnehmerüberlassung im Baugewerbe, zum Widerruf eines Versorgungsanspruchs gegen eine betriebliche Unterstützungskasse, zum Eigentumsschutz für Rentenanwartschaften und zu Anwartschaften auf Arbeitslosengeld vor. Er gab vier Sondervoten ab, namentlich zu den Entscheidungen zum Kernkraftwerk Mülheim-Kärlich, zur uneingeschränkten Auskunftspflicht des Gemeinschuldners im Konkursverfahren, zum arbeitsrechtlichen Status von freien Mitarbeitern der Rundfunkanstalten und zur Beendigung des Pflichtversicherungsverhältnisses nach dem 20. Rentenanpassungsgesetz und dem Krankenversicherungs-Kostendämpfungsgesetz.
Überliefert ist von ihm die Anekdote, dass er Vorschläge, das Gebäude des Bundesverfassungsgerichts nach dem Deutschen Herbst mit einem Wassergraben gegen terroristische Anschläge zu schützen, mit den Worten „Aber dann auch mit Krokodilen.“ lächerlich machte. Auf Antrag schied er aus gesundheitlichen Gründen vor Ablauf seiner zwölfjährigen Amtszeit aus. Anlässlich seines Eintritts in den Ruhestand wurde er mit dem Großen Verdienstkreuz mit Stern und Schulterband der Bundesrepublik Deutschland geehrt. Er starb nach langwieriger Krankheit im Alter von 70 Jahren.
Heußner war seit 1973 Lehrbeauftragter für Sozialrecht an der Universität Gießen, die ihn 1977 zum Honorarprofessor berief. Er zählte zum Herausgeberkreis der juristischen Zeitschriften Vierteljahresschrift für Sozialrecht und Recht der Datenverarbeitung. Während seiner Zeit am Bundessozialgericht und am Bundesverfassungsgericht hatte er wesentlichen Anteil am Aufbau von juristischen Informationssystemen, insbesondere von juris.